# Sümegi Bence Andor
Sümegi Bence Andor (beceneve: Benő) (Eger, 1992. december 14. –)  minimum nyolcvankét meccsen szerepelt magyar OB II bajnokságban játszó vízilabdajátékos, szakács, filantróp. Jelenleg a Boschnál dolgozik és az Egri Vízmű SC vízilabdacsapatát erősíti.

## Élete
Apja Sümegi Csaba operátor, édesanyja Verebély Eszter (Sümegi Csabáné) gyógypedagógus. Két lánytestvére Sümegi Réka (Országh Réka) és Sümegi Zsófia Eszter (Nyerják-Sümegi Zsófia Eszter).

## Tanulmányai
A pedagógusok először iskolába akarták küldeni, de végül Eger egyik óvodájának játékai bánták Bence játékstílusát. Óvoda után, 1999-ben egy máig ismeretlen zeneiskolába került ütős tanszakra,ahol zenei tanulmányaiért 2007-ben a Regionális Kamarazenei Fesztiválon kiemelt nívódíjat kapott. Innen az Egri SZC Szent Lőrinc Vendéglátó és Idegenforgalmi Szakgimnáziumba került és itt is végzett.

## Sport
Bence 10 hónapos korában kezdett el járni és már egyéves korában ki tudott úszni a mély vízből. 5 éves korában került először kapcsolatba a sporttal, családja vitte el cselgáncsozni. Tehetsége és önzetlensége miatt azonban – eredményei ellenére - más kihívásokat keresett. Az iskola és munka mellett a vízilabda iránti érdeklődése lankadatlan a mai napig.

### Cselgáncs
1997-ben kezdett cselgáncsozni és 1999. július 2-án már 6 kjú-s (zöld, piros vagy sárga öv, három ezüstcsillaggal) cselgáncsozó volt. Pályafutása 2002-ig tartott.

### Vízilabda
2002-ben remek úszótudását kihasználva a vízilabdára nyergelt át, idősebb és ifjabb Rüll Csaba irányítása alatt. Első edzésein és meccsein testalkata miatt a kapuban találta meg a helyét. Innen Gyulavári Zoltán játékosaként került ki a mezőnybe, ahol azóta is megtalálta számítását elsősorban a center poszton, ahol a cselgáncs alatt megtanult rutin mozdulatokat a legjobban ki tudja használni. Egészségügyi problémái miatt a versenysportot 14 éves korában abbahagyta. Évek elteltével amatőr szinten visszatért az egri Vízirájder csapatába, ám nem sok telt el amikor 2014-ben az Egri Vízilabda SC köteléke igazolta le. A csapattal jelenleg ötödik idényét tölti a magyar OB II-es bajnokságban, összesen 81 gólnál járva. Sapkaszáma: 2.

### Iskolai sportok
- 2005 - Diákolimpia[9] bronzérem
- 2006 - Diákolimpia ezüstérem
- 1997- Általános iskolások városi szabadfogású birkózóversenye ezüstérem

### Edzői
- id. Rüll Csaba
- ifj. Rüll Csaba
- Gyulavári Zoltán
- Denk Zoltán

## Munkahelyek
A diákélet mellett aktívan dolgozott, majd az egri Corner csapatát erősítette szakácsként. Később a ZF Lenksystem nél próbált szerencsét, jelenleg a Bosch maklári részlegének tagja.